# Air Guyane Express

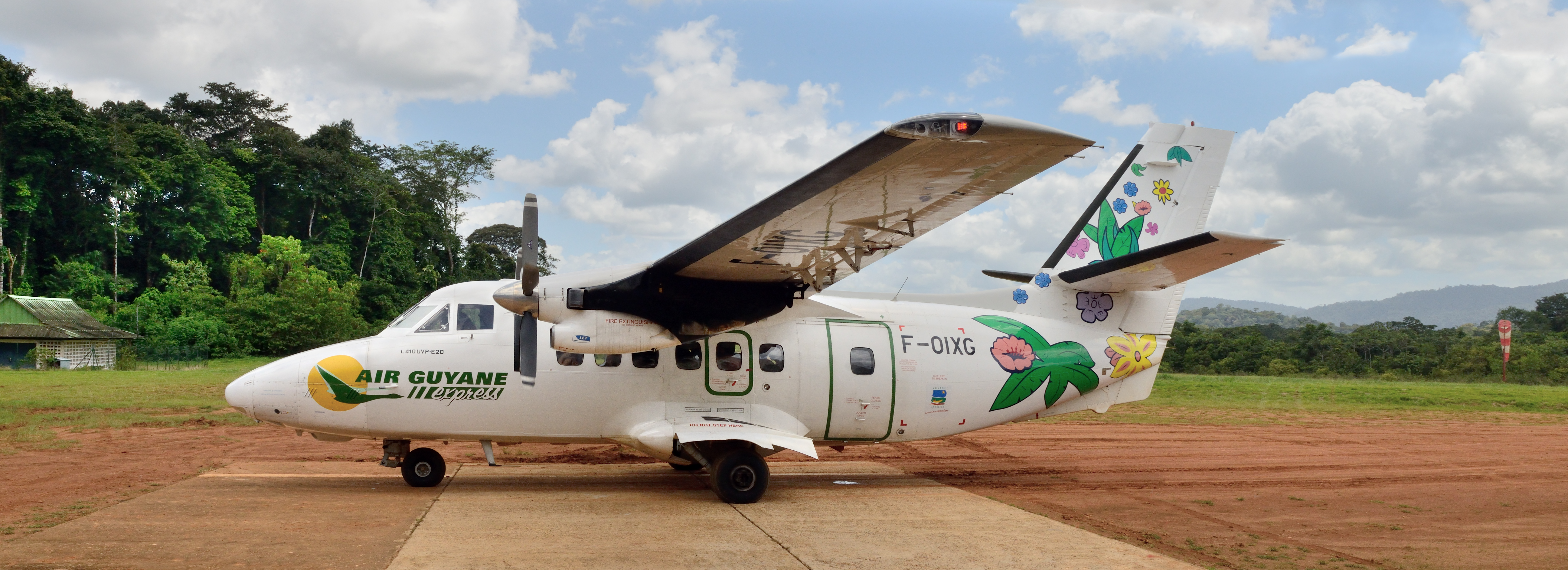
L 410 UVP-E20 of Air Guyane

A Air Guyane Express é uma companhia aérea francesa com sede em Matoury, Guiana Francesa. Ela opera voos regulares regionais. Sua base principal se localiza no Aeroporto de Caiena-Rochambeau.

## História
Em 1 de junho de 2002 Air Guyane Express assumiu as operações da Air Guyane, se formando em apenas uma empresa aérea. Desde 2009, a Air Guyane é chamada de Compagnie Aérienne Inter Régionale Express (CAIRE), listada no NYSE Euronext como CAIRE.
Desde 26 de Outubro de 2012 a CAIRE (Air Guyane Express e Air Antilles Express, usando o mesmo código IATA) possui codeshare com a Air France para oferecer conexão entre Caiena e as Antilhas francesas.

## Frota
A frota da Air Guyane inclui as seguintes aeronaves (em Junho de 2017):
- 4 Let L-410 UVP E-20